# Farbbuch
Ein Farbbuch, auch Buntbuch genannt, ist ein im Zuge bestimmter außenpolitischer Entwicklungen erstelltes regierungsamtliches Dossier in Buchform, dessen Umschlagfarbe dem jeweiligen Land angepasst wurde. Mit den Blue books wurden die ersten Farbbücher 1624 in England veröffentlicht. Dort werden auch immer noch alle Parlamentsdrucksachen als Bluebooks bezeichnet. Tragen diese, ohne dass ein sachlicher Unterschied besteht, einen weißen Umschlag, so werden sie White Papers genannt.
Hintergrund dieser Bezeichnung ist der Umstand, dass in vorindustrieller Zeit das Bleichen und Glätten des Papiers teuer war und daher z. B. für Entwürfe das billigere ungebleichte Papier verwendet wurde. Da Papier aus Altfasern (z. B. aus Lumpen) hergestellt wurde, hatte es in ungebleichter Form die Farbe des Ausgangsmaterials, eines in der Regel gräulich-grünlich-bläulich wirkenden Fasernbreies. Je nach Wahrnehmung und Bedeutung der Farbwörter in einer Sprache geriet daraus eher ein Blaueindruck (z. B. in der deutschen Bezeichnung „Blauer Brief“) oder ein Grüneindruck (z. B. in der englischen Bezeichnung „Green Paper“).
Die amtlichen Veröffentlichungen zur auswärtigen Politik und zur Diplomatie trugen im deutschen Auswärtigen Amt stets die Farbe Weiß (siehe auch Weißbuch). Auch bei der Europäischen Union gibt es verschiedene Farbbücher, seit 1985 die Weißbücher und seit 1984 die Grünbücher der Europäischen Kommission.
Beispiele für Farbbücher anderer Staaten sind:
- Weißbücher: Deutsches Reich (auch Graubücher, erstmals 1876 bzw. 1884[1]), Polen, Portugal, skandinavische Staaten
- Rotbücher: Österreich, Spanien, Sowjetunion (ab 1917), zum Teil die USA. Ein „Rotbuch über den Moskauer Prozess“ verfasste 1936 Leo Trotzkis Sohn Leo Sedow, um die Fälschungen der stalinistischen Schauprozesse zu entlarven.
- Gelbbücher: Frankreich, China
- Grünbücher: Italien, Rumänien, Mexiko
- Graubücher: Dänemark, Japan, Belgien
- Orangebücher: Niederlande, Russland (bis 1917)
- Blaubücher: Großbritannien (siehe Blaubuch (England)), Königreich Serbien
- Blauweißbücher: Finnland

In dieser Tradition wurden später Farbbücher anderer Gruppen oder Personen verfasst:
- das Schwarzbuch als öffentliche Darstellung von Missständen (z. B.: Schwarzbuch des Kommunismus; Schwarzbuch Kapitalismus; Schwarzbuch des Bundes der Steuerzahler in Deutschland)
- das Weißbuch
- die Braunbücher über nationalsozialistische Täter
- die Grünbücher
- das Blaubuch (Ostdeutschland) über national bedeutsame Kultureinrichtungen in Ostdeutschland
- als Rotbuch werden oft praktisch anwendbare technische Dokumentationen und Spezifikationen bezeichnet (z. B. die IBM Redbooks)
- als Rainbow Books („Regenbogenbücher“) werden die verschiedenen Normen bezeichnet, die die CD und ihre Varianten (z. B. Audio-CD, CD-ROM, wiederbeschreibbare CDs usw.) beschreiben.